# Gran Premio di Germania 2014
Il Gran Premio di Germania 2014 è stata la decima prova della stagione 2014 del campionato mondiale di Formula 1. La gara, disputatasi domenica 20 luglio 2014 sul circuito di Hockenheim, è stata vinta da Nico Rosberg su Mercedes, al suo settimo successo nel mondiale. Rosberg ha preceduto sul traguardo Valtteri Bottas su Williams-Mercedes ed il suo compagno di squadra Lewis Hamilton.
Per la Williams, il podio di Bottas è il trecentesimo conquistato in gare valide per il campionato mondiale di Formula 1.

## Vigilia

### Sviluppi futuri
Nico Rosberg rinnova fino al 2016 il contratto che lo lega alla Mercedes.

### Aspetti tecnici
Nella solita alternanza col Nürburgring, il Gran Premio di Germania ritorna sul circuito di Hockenheim; l'ultima volta fu in occasione del Gran Premio di Germania 2012. Il mondiale di Formula 1 ha visitato questo tracciato in 33 occasioni, la prima nel 1970. Gli organizzatori hanno un contratto col mondiale anche per le edizioni 2016 e 2018, ma il futuro della tappa di Hockenheim è comunque considerato a rischio per problemi finanziari.
Per questa gara la Pirelli, fornitrice unica degli pneumatici, porta gomme di mescola soft e supersoft. La FIA individua per questo gran premio due zone in cui potrà essere utilizzato il DRS: una prima zona è stabilita lungo la Parabolika, il tratto tra la curva 4 e la curva 6, mentre l'altra zona è tra le curve 1 e 2.
Da questa gara la FIA ha deciso di bandire l'utilizzo del dispositivo denominato "FRIC" (Front-Rear Interactive Control, ovvero controllo interattivo di anteriore e posteriore), sistema che prevede il collegamento tra la sospensione anteriore e posteriore della monoposto, che consente di mantenere un assetto più costante della vettura. Secondo la FIA tale dispositivo viola il punto 3.15 del regolamento tecnico, che vieta dispositivi aerodinamici mobili. La Federazione era comunque pronta a posticipare la sua decisione al 2015, con il consenso di tutte le scuderie. Non essendo stato raggiunto tale accordo, la Federazione ha aggiunto che, in caso di suo utilizzo, la vettura sarebbe segnalata ai commissari, e potrebbe essere soggetta a reclami da parte di altri concorrenti. In risposta a tale decisione i maggiori team del mondiale (come Mercedes, Red Bull, Ferrari, Williams, Lotus e McLaren) hanno affermato che non effettueranno reclamo nei confronti di quelle scuderie che decidessero di impiegare il FRIC.
La Red Bull e la McLaren hanno già comunque anticipato che non utilizzeranno il FRIC. Successivamente la FIA ha reso noto che tutte le scuderie che utilizzavano il FRIC hanno deciso di abbandonarne l'impiego.

### Aspetti sportivi
La FIA nomina Jochen Mass, ex pilota di F1, quale commissario aggiunto per la gara. È la prima volta che Mass svolge questa funzione.
Il pilota della Sauber Esteban Gutiérrez è penalizzato di tre posizioni sulla griglia di partenza per l'incidente con Pastor Maldonado, avvenuto durante il Gran Premio di Gran Bretagna.
Giedo van der Garde ha preso il posto di Esteban Gutiérrez alla Sauber e Susie Wolff quello di Valtteri Bottas alla Williams, nella prima sessione di prove del venerdì.
Jenson Button a partire da questa gara avrà un nuovo ingegnere di pista. Infatti Tom Stallard sostituisce Dave Robson.

## Prove libere

### Resoconto
I due piloti della Mercedes, Nico Rosberg e Lewis Hamilton conquistano le prime due posizioni nella classifica della prima sessione. A tre decimi dal tempo di Rosberg chiude Fernando Alonso, che precede Daniel Ricciardo e Jenson Button. L'altro ferrarista Kimi Räikkönen ha accusato un problema alla pompa dell'acqua ed è stato richiamato ai box, per poi tornare in pista solo nell'ultimo quarto d'ora. Anche Romain Grosjean, della Lotus, è stato costretto ai box dopo che la sua vettura è andata lunga a causa dell'ala mobile, rimasta aperta anche in frenata.
I due piloti della casa tedesca si sono scambiati le posizioni nella seconda sessione. Al terzo posto si è inserito Ricciardo, staccato di 102 millesimi da Lewis Hamilton. Alonso, terzo al mattino, è retrocesso in nona posizione, avendo perso parte della sessione per un problema tecnico. problemi ancora più gravi hanno penalizzato le Caterham: Kamui Kobayashi è stato costretto ad accostare la vettura per un principio di incendio mentre Marcus Ericsson è rimasto fermo a lungo in pista.
Nella sessione del sabato le due prime posizioni si ribaltano nuovamente, con Rosberg che riprende il comando. Al terzo posto, come nella prima sessione, c'è Alonso, staccato di sei decimi dal leader. Il caldo dell'asfalto manda però in crisi rapidamente le gomme di mescola "supersoft".

### Risultati
Nella prima sessione del venerdì si è avuta questa situazione:
| Pos | Nº | Pilota          | Costruttore | Tempo    | Gap    | Giri |
| --- | -- | --------------- | ----------- | -------- | ------ | ---- |
| 1   | 6  | Nico Rosberg    | Mercedes    | 1'19"131 |        | 29   |
| 2   | 44 | Lewis Hamilton  | Mercedes    | 1'19"196 | +0"065 | 25   |
| 3   | 14 | Fernando Alonso | Ferrari     | 1'19"423 | +0"292 | 21   |

Nella seconda sessione del venerdì si è avuta questa situazione:
| Pos | Nº | Pilota           | Costruttore             | Tempo    | Gap    | Giri |
| --- | -- | ---------------- | ----------------------- | -------- | ------ | ---- |
| 1   | 44 | Lewis Hamilton   | Mercedes                | 1'18"341 |        | 38   |
| 2   | 6  | Nico Rosberg     | Mercedes                | 1'18"365 | +0"024 | 39   |
| 3   | 3  | Daniel Ricciardo | Red Bull Racing-Renault | 1'18"443 | +0"102 | 35   |

Nella sessione del sabato mattina si è avuta questa situazione:
| Pos | Nº | Pilota          | Costruttore | Tempo    | Gap    | Giri |
| --- | -- | --------------- | ----------- | -------- | ------ | ---- |
| 1   | 6  | Nico Rosberg    | Mercedes    | 1'17"779 |        | 24   |
| 2   | 44 | Lewis Hamilton  | Mercedes    | 1'18"380 | +0"601 | 20   |
| 3   | 14 | Fernando Alonso | Ferrari     | 1'18"384 | +0"605 | 11   |

## Qualifiche

### Resoconto
Nel corso della Q1 Lewis Hamilton esce di pista alla Sachs, sbattendo a forte velocità contro le barriere. Il pilota è incolume ma la vettura è danneggiata, tanto che il britannico, pur qualificato per la Q2, non partecipa al resto della sessione. La causa dell'uscita di pista è il cedimento di un disco dei freni. A seguito dell'incidente viene esposta la bandiera rossa che interrompe le qualificazioni. Il suo compagno di scuderia, Nico Rosberg, ha invece ottenuto il miglior tempo di sessione. Non si sono qualificati per la Q2, oltre a Marcus Ericsson, che non ha girato in quanto la sua vettura non è stata riparata in tempo per le qualifiche, anche Kamui Kobayashi, Adrian Sutil, Pastor Maldonado e le due Marussia.
Rosberg si conferma il più rapido anche nella seconda fase. Qui vengono eliminati Jenson Button (scavalcato per pochi millesimi da Pérez all'ultimo tentativo), poi Kimi Räikkönen, Jean-Éric Vergne, Esteban Gutiérrez e Romain Grosjean.
Nella fase decisiva Rosberg non ha avversari, conquistando così la nona pole position della carriera, la ventiseiesima per la Mercedes. In prima fila chiude Valtteri Bottas, che precede Felipe Massa e Kevin Magnussen. Al termine delle prove Lewis Hamilton è costretto a sostituire il cambio, ciò lo fa retrocedere di cinque posizioni in griglia. Marcus Ericsson pur non avendo fatto segnare tempi validi durante le qualifiche è ammesso alla partenza su decisione degli steward; a Ericsson è inoltre imposto di partire dalla pit lane per la violazione del regime di parco chiuso da parte della sua scuderia; inoltre deve scontare uno stop & go di dieci secondi, nei primi tre giri di gara.

### Risultati
Nella sessione di qualifica si è avuta questa situazione:
| Pos                         | Nº | Pilota            | Costruttore             | Q1          | Q2          | Q3       | Griglia |
| --------------------------- | -- | ----------------- | ----------------------- | ----------- | ----------- | -------- | ------- |
| 1                           | 6  | Nico Rosberg      | Mercedes                | 1'17"631    | 1'17"109    | 1'16"540 | 1       |
| 2                           | 77 | Valtteri Bottas   | Williams-Mercedes       | 1'18"215    | 1'17"353    | 1'16"759 | 2       |
| 3                           | 19 | Felipe Massa      | Williams-Mercedes       | 1'18"381    | 1'17"370    | 1'17"078 | 3       |
| 4                           | 20 | Kevin Magnussen   | McLaren-Mercedes        | 1'18"260    | 1'17"788    | 1'17"214 | 4       |
| 5                           | 3  | Daniel Ricciardo  | Red Bull Racing-Renault | 1'18"117    | 1'17"855    | 1'17"273 | 5       |
| 6                           | 1  | Sebastian Vettel  | Red Bull Racing-Renault | 1'18"194    | 1'17"646    | 1'17"577 | 6       |
| 7                           | 14 | Fernando Alonso   | Ferrari                 | 1'18"389    | 1'17"866    | 1'17"649 | 7       |
| 8                           | 26 | Daniil Kvjat      | STR-Renault             | 1'18"530    | 1'18"103    | 1'17"965 | 8       |
| 9                           | 27 | Nico Hülkenberg   | Force India-Mercedes    | 1'18"927    | 1'18"017    | 1'18"014 | 9       |
| 10                          | 11 | Sergio Pérez      | Force India-Mercedes    | 1'18"916    | 1'18"161    | 1'18"035 | 10      |
| 11                          | 22 | Jenson Button     | McLaren-Mercedes        | 1'18"425    | 1'18"193    | N.D.     | 11      |
| 12                          | 7  | Kimi Räikkönen    | Ferrari                 | 1'18"534    | 1'18"273    | N.D.     | 12      |
| 13                          | 25 | Jean-Éric Vergne  | STR-Renault             | 1'18"496    | 1'18"285    | N.D.     | 13      |
| 14                          | 21 | Esteban Gutiérrez | Sauber-Ferrari          | 1'18"739    | 1'18"787    | N.D.     | 16      |
| 15                          | 8  | Romain Grosjean   | Lotus-Renault           | 1'18"894    | 1'18"983    | N.D.     | 14      |
| 16                          | 44 | Lewis Hamilton    | Mercedes                | 1'18"683    | senza tempo | N.D.     | 20      |
| 17                          | 99 | Adrian Sutil      | Sauber-Ferrari          | 1'19"142    | N.D.        | N.D.     | 15      |
| 18                          | 17 | Jules Bianchi     | Marussia-Ferrari        | 1'19"676    | N.D.        | N.D.     | 17      |
| 19                          | 13 | Pastor Maldonado  | Lotus-Renault           | 1'20"195    | N.D.        | N.D.     | 18      |
| 20                          | 10 | Kamui Kobayashi   | Caterham-Renault        | 1'20"408    | N.D.        | N.D.     | 19      |
| 21                          | 4  | Max Chilton       | Marussia-Ferrari        | 1'20"489    | N.D.        | N.D.     | 21      |
| 22                          | 9  | Marcus Ericsson   | Caterham-Renault        | senza tempo | N.D.        | N.D.     | 22      |
| Tempo limite 107%: 1'23"065 |    |                   |                         |             |             |          |         |

In grassetto sono indicate le migliori prestazioni in Q1, Q2 e Q3.

## Gara

### Resoconto
Nico Rosberg conserva la testa della gara al via, ma già alla prima curva c'è un contatto tra Felipe Massa e Kevin Magnussen: ha la peggio il brasiliano che si cappotta, ed è costretto al ritiro. La direzione di gara invia in pista la safety car che guida il gruppo per i primi due giri. Alla ripartenza Rosberg è primo, seguito da Valtteri Bottas, Sebastian Vettel, Fernando Alonso, Nico Hülkenberg, Jenson Button, Daniil Kvjat e Sergio Pérez. Il messicano, nel corso del terzo giro, passa il russo della Toro Rosso.
Kvjat tenta al giro nove di riprendersi la posizione, ma tocca la vettura del messicano, va in testacoda, e scende in classifica. Chi invece recupera diverse posizioni è Lewis Hamilton, partito dal ventesimo posto. Il britannico si trova, al decimo passaggio, già in zona punti. Al tredicesimo giro Hamilton sfrutta un attacco di Kimi Räikkönen su Daniel Ricciardo al tornante, e riesce a passare entrambi, scalando così in settima posizione. Fernando Alonso aveva già effettuato, un giro prima il suo primo pit stop. Al giro 14 tocca anche a Hülkenberg e Vettel: i due mantengono il vantaggio sullo spagnolo.
Al giro 15 c'è il primo cambio gomme anche per i primi due della graduatoria Rosberg e Bottas. Dietro Vettel attacca Räikkönen con successo, imitato nello stesso istante anche da Alonso. Il finnico scende così in sesta piazza. La classifica vede al comando Rosberg, seguito da Lewis Hamilton (che non ha ancora effettuato soste), poi Valtteri Bottas, Vettel e Alonso. Al giro 19 Hamilton cede la posizione a Bottas, mentre Nico Hülkenberg prende il sesto posto di Kimi Räikkönen. Quest'ultimo effettua il cambio gomme al giro 21, mentre al giro 29 è il turno di Hamilton, che rientra ottavo in pista ma passa subito Daniel Ricciardo. L'inglese prosegue nella rimonta tentando di passare l'ex compagno Jenson Button: i due si toccano. La manovra riesce un giro dopo, con Hamilton che si scusa con Button per l'accaduto del giro precedente.
Al trentatreesimo giro secondo pit stop per Alonso, imitato un giro dopo da Vettel. Il tedesco rientra davanti allo spagnolo che però passa subito. Al giro 37 tutti e due passano Hülkenberg. Tra il giro 40 e il giro 42 effettuano la seconda sosta Bottas, Rosberg, e Hamilton. La gara è ancora guidata così da Nico Rosberg, che sopravanza Valtteri Bottas, Fernando Alonso, Sebastian Vettel, Lewis Hamilton, Jenson Button, Daniel Ricciardo e Nico Hülkenberg.
Vettel effettua il terzo pit stop al giro 45, monta gomme soft (il tedesco è così passato da Hamilton). Poco dopo va a fuoco la vettura di Kvjat, mentre al giro 50 Adrian Sutil ferma la sua Sauber sul rettilineo dei box, dopo un testacoda: la direzione di gara decide di non inviare in pista la vettura di sicurezza. Al cinquantaquattresimo giro Ricciardo passa Hülkenberg, e un giro dopo anche Alonso fa il suo terzo cambio gomme; ciò consente ad Hamilton di scalare in terza posizione. Un giro dopo l'australiano della Red Bull Racing supera pure Button, ed è quinto. Button cede una posizione ad Alonso che è poi capace di passare anche Ricciardo e installarsi al quinto posto, dopo un lungo duello con l'australiano.
Nico Rosberg vince per la settima volta nel mondiale, davanti a Valtteri Bottas e Lewis Hamilton. La Williams, grazie a Bottas, conquista così il trecentesimo podio in una gara valida per il mondiale di Formula 1.

### Risultati
I risultati del Gran Premio sono i seguenti:
| Pos | Nº | Pilota            | Costruttore             | Giri | Tempo/Ritiro               | Griglia | Punti |
| --- | -- | ----------------- | ----------------------- | ---- | -------------------------- | ------- | ----- |
| 1   | 6  | Nico Rosberg      | Mercedes                | 67   | 1h33'42"914                | 1       | 25    |
| 2   | 77 | Valtteri Bottas   | Williams-Mercedes       | 67   | +20"789                    | 2       | 18    |
| 3   | 44 | Lewis Hamilton    | Mercedes                | 67   | +22"530                    | 20      | 15    |
| 4   | 1  | Sebastian Vettel  | Red Bull Racing-Renault | 67   | +44"014                    | 6       | 12    |
| 5   | 14 | Fernando Alonso   | Ferrari                 | 67   | +52"467                    | 7       | 10    |
| 6   | 3  | Daniel Ricciardo  | Red Bull Racing-Renault | 67   | +52"549                    | 5       | 8     |
| 7   | 27 | Nico Hülkenberg   | Force India-Mercedes    | 67   | +1'04"178                  | 9       | 6     |
| 8   | 22 | Jenson Button     | McLaren-Mercedes        | 67   | +1'24"711                  | 11      | 4     |
| 9   | 20 | Kevin Magnussen   | McLaren-Mercedes        | 66   | +1 giro                    | 4       | 2     |
| 10  | 11 | Sergio Pérez      | Force India-Mercedes    | 66   | +1 giro                    | 10      | 1     |
| 11  | 7  | Kimi Räikkönen    | Ferrari                 | 66   | +1 giro                    | 12      |       |
| 12  | 13 | Pastor Maldonado  | Lotus-Renault           | 66   | +1 giro                    | 18      |       |
| 13  | 25 | Jean-Éric Vergne  | STR-Renault             | 66   | +1 giro                    | 13      |       |
| 14  | 21 | Esteban Gutiérrez | Sauber-Ferrari          | 66   | +1 giro                    | 16      |       |
| 15  | 17 | Jules Bianchi     | Marussia-Ferrari        | 66   | +1 giro                    | 17      |       |
| 16  | 10 | Kamui Kobayashi   | Caterham-Renault        | 65   | +2 giri                    | 19      |       |
| 17  | 4  | Max Chilton       | Marussia-Ferrari        | 65   | +2 giri                    | 21      |       |
| 18  | 9  | Marcus Ericsson   | Caterham-Renault        | 65   | +2 giri                    | 22      |       |
| Rit | 99 | Adrian Sutil      | Sauber-Ferrari          | 47   | Testacoda                  | 15      |       |
| Rit | 26 | Daniil Kvjat      | STR-Renault             | 44   | Iniezione                  | 8       |       |
| Rit | 8  | Romain Grosjean   | Lotus-Renault           | 26   | Raffreddamento             | 14      |       |
| Rit | 19 | Felipe Massa      | Williams-Mercedes       | 0    | Collisione con K.Magnussen | 3       |       |

## Classifiche mondiali

### Piloti
| Pos | Pilota           | Punti |
| --- | ---------------- | ----- |
| 1   | Nico Rosberg     | 190   |
| 2   | Lewis Hamilton   | 176   |
| 3   | Daniel Ricciardo | 106   |
| 4   | Fernando Alonso  | 97    |
| 5   | Valtteri Bottas  | 91    |
| 6   | Sebastian Vettel | 82    |
| 7   | Nico Hülkenberg  | 69    |
| 8   | Jenson Button    | 59    |
| 9   | Kevin Magnussen  | 37    |
| 10  | Felipe Massa     | 30    |
| 11  | Sergio Pérez     | 29    |
| 12  | Kimi Räikkönen   | 19    |
| 13  | Jean-Éric Vergne | 9     |
| 14  | Romain Grosjean  | 8     |
| 15  | Daniil Kvjat     | 6     |
| 16  | Jules Bianchi    | 2     |

### Costruttori
| Pos | Costruttore             | Punti |
| --- | ----------------------- | ----- |
| 1   | Mercedes                | 366   |
| 2   | Red Bull Racing-Renault | 188   |
| 3   | Williams-Mercedes       | 121   |
| 4   | Ferrari                 | 116   |
| 5   | Force India-Mercedes    | 98    |
| 6   | McLaren-Mercedes        | 96    |
| 7   | STR-Renault             | 15    |
| 8   | Lotus-Renault           | 8     |
| 9   | Marussia-Ferrari        | 2     |

## Decisioni della FIA
Al termine della gara, Jean-Éric Vergne, oltre ad aver scontato una penalità di cinque secondi durante la gara, alla sua seconda sosta, ha subito la decurtazione di un punto sulla Superlicenza per aver oltrepassato i limiti della pista all'altezza della curva 6, l'Hairpin, in occasione di una manovra di sorpasso su Romain Grosjean.